# Yasser Al-Shahrani
Yasser Gharsan Al-Shahrani (arabiska: ياسر غرسان الشهراني), född 25 maj 1992 i Dammam, är en saudisk fotbollsspelare som spelar för Al-Hilal i Saudi Professional League. Han representerar även Saudiarabiens fotbollslandslag.